# Ново Село (Лозница)
Ново Село је насељено место града Лознице у Мачванском округу. Према попису из 2022. било је 1032 становника.
Сељани су 1938, на огранцима Видојевице, поред гробља, ископали остатке старе грађевине, претпостављало се манастира.

## Демографија
У насељу Ново Село живи 1130 пунолетних становника, а просечна старост становништва износи 40,4 година (39,4 код мушкараца и 41,4 код жена). У насељу има 437 домаћинстава, а просечан број чланова по домаћинству је 3,21.
Ово насеље је великим делом насељено Србима (према попису из 2002. године).
|  |

| Демографија | Демографија | Демографија |
| Година      | Становника  | Становника  |
| ----------- | ----------- | ----------- |
| 1948.       | 1.258       |             |
| 1953.       | 1.377       |             |
| 1961.       | 1.526       |             |
| 1971.       | 1.518       |             |
| 1981.       | 1.452       |             |
| 1991.       | 1.475       | 1.457       |
| 2002.       | 1.404       | 1.495       |
| 2011.       | 1.204       |             |
| 2022.       | 1.032       |             |

| Етнички састав према попису из 2002.‍ | Етнички састав према попису из 2002.‍ | Етнички састав према попису из 2002.‍ | Етнички састав према попису из 2002.‍ | Етнички састав према попису из 2002.‍ |
| ------------------------------------ | ------------------------------------ | ------------------------------------ | ------------------------------------ | ------------------------------------ |
|                                      |                                      |                                      |                                      |                                      |
| Срби                                 | Срби                                 |                                      | 1.384                                | 98,57%                               |
| Руси                                 | Руси                                 |                                      | 1                                    | 0,07%                                |
| Мађари                               | Мађари                               |                                      | 1                                    | 0,07%                                |
| Власи                                | Власи                                |                                      | 1                                    | 0,07%                                |
| Југословени                          | Југословени                          |                                      | 1                                    | 0,07%                                |
| непознато                            | непознато                            |                                      | 13                                   | 0,92%                                |

| Година пописа     | 1948. | 1953. | 1961. | 1971. | 1981. | 1991. | 2002. |
| ----------------- | ----- | ----- | ----- | ----- | ----- | ----- | ----- |
| Број домаћинстава | 269   | 280   | 362   | 377   | 384   | 427   | 437   |

| Број чланова      | 1  | 2  | 3  | 4  | 5  | 6  | 7  | 8 | 9 | 10 и више | Просек |
| ----------------- | -- | -- | -- | -- | -- | -- | -- | - | - | --------- | ------ |
| Број домаћинстава | 81 | 90 | 77 | 93 | 50 | 33 | 12 | 1 | 0 | 0         | 3,21   |

| Пол    | Укупно | Неожењен/Неудата | Ожењен/Удата | Удовац/Удовица | Разведен/Разведена | Непознато |
| ------ | ------ | ---------------- | ------------ | -------------- | ------------------ | --------- |
| Мушки  | 601    | 209              | 354          | 22             | 14                 | 2         |
| Женски | 602    | 119              | 359          | 103            | 20                 | 1         |
| УКУПНО | 1.203  | 328              | 713          | 125            | 34                 | 3         |

| Пол    | Укупно                    | Пољопривреда, лов и шумарство | Рибарство                            | Вађење руде и камена | Прерађивачка индустрија       |
| ------ | ------------------------- | ----------------------------- | ------------------------------------ | -------------------- | ----------------------------- |
| Мушки  | 311                       | 107                           | 0                                    | 0                    | 81                            |
| Женски | 140                       | 65                            | 0                                    | 0                    | 34                            |
| УКУПНО | 451                       | 172                           | 0                                    | 0                    | 115                           |
| Пол    | Производња и снабдевање   | Грађевинарство                | Трговина                             | Хотели и ресторани   | Саобраћај, складиштење и везе |
| Мушки  | 6                         | 39                            | 24                                   | 3                    | 13                            |
| Женски | 0                         | 0                             | 14                                   | 1                    | 0                             |
| УКУПНО | 6                         | 39                            | 38                                   | 4                    | 13                            |
| Пол    | Финансијско посредовање   | Некретнине                    | Државна управа и одбрана             | Образовање           | Здравствени и социјални рад   |
| Мушки  | 2                         | 5                             | 13                                   | 8                    | 0                             |
| Женски | 0                         | 1                             | 0                                    | 10                   | 12                            |
| УКУПНО | 2                         | 6                             | 13                                   | 18                   | 12                            |
| Пол    | Остале услужне активности | Приватна домаћинства          | Екстериторијалне организације и тела | Непознато            | Непознато                     |
| Мушки  | 6                         | 0                             | 0                                    | 4                    | 4                             |
| Женски | 1                         | 0                             | 0                                    | 2                    | 2                             |
| УКУПНО | 7                         | 0                             | 0                                    | 6                    | 6                             |